# Бухта
Бу́хта (нем. Bucht), также в ряде мест (побережье Северного Ледовитого Океана, Дальний Восток) в качестве синонима может использоваться арх. губа — небольшая часть моря, залива, озера, водохранилища, обособленная от открытых вод частями суши (выступами берегов, скалами и близлежащими островами) и защищённая ими от волн и ветра.

## Описание
В других источниках указано что Бухта (ж., нем.) — морской залив (глубокий морской залив), за́водь, защищённый природой от господствующих сильных ветров и имеющий свободное сообщение с морем, образуя собой естественную гавань, в которой во время сильных волнений могут найти пристанище суда всякого рода.
Однако в немецком языке слово бухта (нем. Bucht) имеет широкое значение и может обозначать как залив (например, Гудзонов залив — нем. Hudson-Bucht), так и море (например, море Баффина — нем. Baffin-Bucht).
Местные условия определяют гидрологический режим бухты, который несколько отличается от режима прилегающих к ней вод.
Как правило, бухты служат удобным местом стоянки судов — например, Геленджикская и Цемесская бухты в Чёрном море, Золотой Рог в проливе Босфор. В таком случае они могут называться гаванями, например, Советская Гавань.

## Примеры
Ниже представлены примеры некоторых бухт:
- Авачинская бухта — глубочайшая естественная бухта[источник не указан 5043 дня] и вторая по величине в мире, способная вместить весь мировой флот[4].
- Балаклавская бухта[5] — глубочайшая бухта Европы[источник не указан 5043 дня].
- Бухта Провидения.
- Сиднейская бухта — является крупнейшей естественной бухтой в мире[6].